# Louis-Charles Mahé de La Bourdonnais
Louis-Charles Mahé de La Bourdonnais (n. 1795; d. 1840) a fost un celebru șahist francez, care este considerat neoficial drept campion mondial al acestui joc (1821-1840). 

## Jocuri de șah notabile
- Un joc care să demonstreze puterea de pioni. Poziția de terminare a acesteia este una dintre cele mai surprinzatoare din istoria de șah.
- Louis-Charles Mahé de La Bourdonnais vs Alexander MacDonnell, 3, Londra 1834, la bourdonnais pedepsește atacul  lui MacDonnell  prematur.

1. ↑  „Louis-Charles Mahé de La Bourdonnais”, Gemeinsame Normdatei, accesat în 30 martie 2015
2. 1 2  Autoritatea BnF, accesat în 10 octombrie 2015
3. ↑  chessgames.com